# (10393) 1997 RF8
1997 أر أف 8 (ويعرف أيضًا باسم (10393) 1997 أر أف 8 وفق تسمية الكوكب الصغير) (بالإنجليزية: 1997 RF8)‏ هو كويكب ضمن حزام الكويكبات؛ وترتيبه 10393 من حيث الاكتشاف.
اكتُشف هذا الجُرم الفلكي بواسطة تاكيشي أوراتا ‏ في 4 سبتمبر 1997.

## وصلات خارجية
- (10393) 1997 RF8 في قاعدة بيانات مختبر الدفع النفاث لأجرام النظام الشمسي الصغيرة

- الاكتشاف · مخطط المدار ·  العناصر المدارية · المعلمات المادية

- (10393) 1997 RF8 على موقع ويكي سكاي: DSS2, SDSS, GALEX, IRAS, Hydrogen α, X-Ray, Astrophoto, Sky Map, Articles and images